# Polinomio matricial
En matemáticas, un polinomio matricial es un polinomio  con matrices cuadradas como sus variables. Dado polinomio normal y cualuado en escalares
{\displaystyle P(x)=\sum _{i=0}^{n}{a_{i}x^{i}}=a_{0}+a_{1}x+a_{2}x^{2}+\cdots +a_{n}x^{n},}
este polinomio evaluado en la matriz A es
{\displaystyle P(A)=\sum _{i=0}^{n}{a_{i}A^{i}}=a_{0}I+a_{1}A+a_{2}A^{2}+\cdots +a_{n}A^{n},}
donde {\displaystyle I} es la matriz de identidad .
Una ecuación polinómica matricial es una igualdad  entre dos polinomios matriciales, el cual cumple para las matrices concretas en cuestión. Una identidad polinómica matricial es una ecuación polinómica matricial que cumple para todas las matrices A en cierto anillo matricial especificado Mn(R).

## Polinomio característico y polinomio mínimo
El polinomio característico de una matriz A es un polinomio valuado en escalares, definido por {\displaystyle p_{A}(t)=\det \left(tI-A\right)}. El teorema de Cayley–Hamilton declara que si este polinomio está visto como polinomio matricial y evaluado en la matriz A, el resultado es la matriz cero : {\displaystyle p_{A}(A)=0}. El polinomio característico es entonces un polinómico que aniquila a A. 
Existe un único polinomio mónico de grado mínimo qué aniquila a A; este polinomio de llama el polinomio mínimo. Cualquier polinomio que aniquila a A (por ejemplo, el polinomio característico) es múltiplo del polinomio mínimo.
Sigue que dados dos polinomios P y Q,  tenemos que {\displaystyle P(A)=Q(A)} si y sólo si 
{\displaystyle P^{(j)}(\lambda _{i})=Q^{(j)}(\lambda _{i})\qquad {\text{para toda }}j\in \{0,\ldots ,n_{i}-1\}{\text{ e }}i\in \{1,\ldots ,s\},}
donde {\displaystyle P^{(j)}} denota la derivada j-ésima de P y {\displaystyle \lambda _{1},\dots ,\lambda _{s}} son los eigenvalores de A con índices correspondientes {\displaystyle n_{1},\dots ,n_{s}} (el índice de un eigenvalor es la medida de su bloque de Jordan más grande).

## Serie geométrica matricial
Los polinomios matriciales pueden ser usados para sumar una serie geométrica matricial como uno lo haría con una serie geométrica usual,
{\displaystyle S=I+A+A^{2}+\cdots +A^{n}}
{\displaystyle AS=A+A^{2}+A^{3}+\cdots +A^{n+1}}
{\displaystyle (I-A)S=S-AS=I-A^{n+1}}
{\displaystyle S=(I-A)^{-1}(I-A^{n+1})}
Si {\displaystyle I-A} no es singular, uno puede evaluar la expresión para la suma S.